# 制冷剂
冷媒（refrigerant）又稱製冷劑、致冷劑、冷冻剂、雪種，是各种热机中借以完成能量转化的媒介物质。这些物质通常以可逆的相变（如气-液相变）来增大功率。如蒸汽引擎中的蒸汽、製冷机中的雪种等等。一般的蒸汽机在工作时，将蒸汽的热能释放出来，转化为机械能以产生原动力；而制冷机的雪种则用来將低温处的热量传动到高温处。
传统工业及生活中较常见的工作介质是部分卤代烃（尤其是氯氟烃），但现在由于它们會造成臭氧层空洞而逐渐被淘汰。其他应用较广的工作介质有氨气、二氧化硫和非卤代烃（例如甲烷）。

## 性质

### 物理性质
理想的工作介质具有良好的热力学性能、具有化学惰性、安全环保且易于获取。所应满足的热力学性质条件有：沸点稍低于目标温度、具有较高汽化热、处于液态时密度中等、气态时的其相对密度较高、且需有较高的临界温度。由于沸点和气体密度与压强有关，一般要根据特定的运行压强选择合适的工质。现在满足这些条件的、性能优异的工作介质主要是氯氟烃。

### 化学性质
工质材料的腐蚀性和机械部件（如压缩机、管道、蒸发器及冷凝器）使用材料及潤滑油之間的相容性有關，例如使用工作介質時，潤滑油需使用礦物油，而使用工作介質時，潤滑油需使用合成润滑油。在安全方面，则需要考虑到工质是否具有毒性或可燃性。

## 历史
在1980年代出現臭氧层空洞问题之前，世界上最广泛应用的工质是卤代甲烷——二氟二氯甲烷（R-12）及一氯二氟甲烷（R-22）。R-12较常运用于汽车空调和小型冰箱上，而R-22较常运用于住宅空调和轻型商用空调、冰箱和冷冻机上。一些较老的系统中还运用了三氯氟甲烷（R-11），因为它具有较高的沸点，可以配合低压系统使用，减轻了系统所需的组件的机械强度。不過因為氟氯碳化合物會造成臭氧层空洞問題，1987年簽署的蒙特婁議定書中規定減少及限制氟氯碳化物的生產。美国于1995年停止生产新的R-12，且已計劃于2020年淘汰R-22。
1,1,1,2-四氟乙烷（R-134a）及其他不含氯的混合物工作介質正在取代氯代烃。一种常用來取代R-22的混合物工作介質称为R-410A，是由二氟甲烷（R-32）与五氟乙烷（R-125）以1：1的比例混合的近共沸混合物。R-410A通常在市场上以商品名“Puron”销售。另一种常见的混合物工质是R-407C，由R-32、R-125及R-134a混合而成，其臨界溫度較R-410A高，且全球暖化潛勢（GWP）較R-410A低，當其他會破壞臭氧層的工质淘汰後，上述的工质仍可以正常販售。
在氯氟碳化物（CFC）及氫氯氟碳化物（HCFC）被禁用之後，可以用碳氟化合物（FC）及氫氟碳化物（HFC）取代上述工作介質。不過新的工作介質屬於溫室氣體，會使溫室效應增強，促進全球暖化，近來也在討論是否要限制或禁用這些工作介質。在1997年12月制定的京都議定書已將全氟碳化物及氫氟碳化物列入溫室氣體，歐盟也在2006年通過法律，限制全氟化碳及氫氟碳化物的使用，以減少溫室氣體的排放時。非溫室氣體的工作介質不在管制範圍內。
早期的機械冷凍系統會以二氧化硫或氨為其工作介質，二氧化硫主要使用在小型的家用冷凍系統中，不過由於其毒性，後來就被氯氟碳化物所取代。氨（R717）是一種不會破壞環境、經濟而且省能的工作介質，應用在工業冷凍系統已超過130年。而二氧化碳（R744）和氨一樣，很早應用在冷凍系統中。一些很早期的機器還使用其他傳統的工作介質，如甲酸甲酯、氯甲烷、二氯甲烷等。
高純度的丙烷由於性質和R-22相近，而且無毒，但極易燃，也可以作為工作介質使用。丙烷工作介質會加入痕量的乙硫醇，可讓人及早注意到工作介質的泄漏。

## 应用
天然的工作介質（如氨、二氧化碳及非鹵代烴）不會破壞臭氧層，其全球暖化潛勢為0（氨）或相當很低的值。這些工作介質常用在大樓的空調系統、體育及休閒設施、化工業及製藥業、汽車工業中，最重要的是應用在食品工業中，包括在製造、儲存及零售的過程。也有新的應用開始使用天然工作介質，例如車用空調。
因為車用空調工作介質的排放影響全球氣候，此議題已逐漸受到重視。歐盟自2011年起已禁止在汽車空調系統中使用全球暖化潛勢超過150的工作介質。此措施禁止了一些高全球暖化潛勢的溫室氣體，如GWP值為1410的工作介質，鼓勵改用其他安全、省能的工作介質。
其中天然工作介質二氧化碳（R-744）是其中最有潛力的方案之一。二氧化碳不可燃，不會破壞臭氧層，其全球暖化潛勢為1，不過有毒，在體積濃度超過5%時足以致命。R-744可以用作車用空調、住宅空調、热水泵、商用空調、自動販賣機中的工作介質。二甲醚也可以作為工作介質使用。
HFO-1234yf（2,3,3,3-四氟丙烯）是一種部份氫原子被氟取代的烯烴，其GWP值只有4，非混合物，也是可取代R-134a的工作介質之一。通用汽车公司已宣佈自2013年起開始在所有品牌的汽車中使用HFO-1234yf。

## 处理
由于氟氯烃一类的工作介质會对臭氧层產生严重破坏，从1992年7月1日开始，有意或无意地將这些物质释放到大气中都会被视为违法行为。當氟氯烃在被淘汰后，必须回收以除去杂质并使其回到可再次使用的状态。这类工作介质也被禁止随意混用。部分氟氯烃在回收后仍为危险品，在运输等过程中需根据当地政府的相关法令进行特殊的防护。

## 类别
工质依其從待冷卻物體中吸收熱的方式不同，可分為以下幾種：
- Class 1：此種工作介質是利用相變化（最常見的是沸騰）來吸收熱，吸收的熱能變成工作介質的潛熱。
- Class 2：此種工作介質是利用溫度變化（可感热量）來吸收熱，可吸收的熱為熱容量和溫度變化量的乘積，此種工作介質包括空氣、氯化鈣水溶液、氯化鈉水溶液、酒精等。

R-# 編號系統是由杜邦公司所開發，可以系統化的識別由飽和鹵化烴組成工作介質的分子結構，其編號意義如下：
- 將其編號加90，可以得到三位數，各個位數分別表示分子中的碳、氫及氟原子個數[11]。
- 由碳的個數可以其飽和鹵化烴的單鍵個數，扣掉氫及氟原子個數後，剩下的就是氯原子的個數。
- 編號後附加的小寫a,b,c字母是用來識別非對稱的同分異構物。
- R-400及R-500系列是特別用來標示混合物的工作介質。R-400是由非共沸（zeotropic）的混合物組成，其成份的沸點差距較大，在分餾時其相對濃度會隨溫度而變。R-500則是共沸的的混合物所組成。最小的位數是由美國冷凍空調協會（ASHRAE）所指定。

例如，R-134a有四個氟原子、二個氫原子和二個碳原子，其化學式是C2H2F4，字尾的a表示是差一個原子的非對稱的異構物，因此是1,1,1,2-四氟乙烷。字尾沒有a的R-134對應的化合物是1,1,2,2-四氟乙烷，不過其特性不適合當作工作介質使用。
R-# 編號系統的數字也常用在其他的場合，像作用噴霧設備（香水、殺蟲劑等）的分散劑時前面會加P-（如P-12），也可以配合商品名稱（如Freon 12）。由於工作介質會依其種類不同，所受到的管制也有不同，最近也會在工作介質前面加上其種類的簡稱，如HFC-表示是氫氟碳化物、加CFC-表示是氯氟碳化物、加HCFC-表示是氫氯氟碳化物。

### 混合物
- R-401A 是非共沸的HCFC混合物，成份包括R-32、R-152a、及R-124。此工作介質是為取代R-12而設計[12]。
- R-404A 是近共沸的HFC混合物，成份包括重量比例52%的R-143a、44%的R-125及4%的R-134a。此工作介質是為取代氟氯碳化合物工作介質R-22及502所設計。其一般壓力下的沸點是-46.5 °C，液態的密度為0.485 g/cm3[13]。
- R-406A 是非共沸混合物，成份包括重量比例52%的R-22、4%的R-600a（異丁烷）及41%的R-142b。
- R-407A 是非共沸的HCFC混合物，成份包括重量比例20%的R-32、40%的R-125及40%的R-134a[14]。
- R-407C 是非共沸的HCFC混合物，成份包括R-32、R-125、及R-134a。R-32增加熱容、R-125減少可燃性、R-134a減少所需的壓力[15]。
- R-408A 是非共沸的HCFC混合物，成份包括R-22、R-125及R-143a。可以替代R-502。其沸點為-44.4 °C[16]。
- R-409A 是非共沸的HCFC混合物，成份包括R-22、R-124及R-142b，其臨界溫度為109.4 °C[17]。
- R-410A是由R-32及R-125組成的近共沸的HFC混合物。美國環境保護局認為R-410可以替代R-22在家庭及商用空調中的應用。[18]。
- R-466A是共沸混合物，成份包括R-32、R-125及三氟碘甲烷。
- R-500 是共沸混合物，成份包括重量比例73.8%的R-12及26.2%的R-152a。
- R-502 是共沸混合物，成份包括R-22及R-115。

## 空气工作介质
空氣工作介質已應用在住宅、車輛、及以渦輪飛機的空調及（或）冷卻系統中。空氣工作介質沒有廣為使用的原因，是因為一般認為空氣作為工作介質時效率很低，不是可以實際使用的工作介質。
不過配合適當的壓縮及膨脹技術，可以提昇空氣工作介質的效率，這種情形下空氣就是可以實際使用的工作介質。空氣工作介質的優點是不會污染或破壞環境，對動植物的可能傷害非常的小（現有的空氣冷卻方式會把微量的油或潤滑劑排放到大氣中）。